# Eleccions al Consell General d'Andorra de 1981
Les eleccions al Consell General d'Andorra de 1981 es van celebrar el 9 de desembre (primera volta) i el 23 de desembre de 1981 (segona volta) per renovar la totalitat del Consell General d'Andorra, format per 28 membres. Aquestes eleccions foren importants, ja que marcaven l'inici d'un canvi de sistema polític a Andorra: per una banda, el Consell General es renovaria sempre completament cada quatre anys, i no per meitats. D'altra banda, des d'aquestes eleccions, el poder legislatiu se separava del poder executiu, i es creava la figura del Cap de Govern (cap de l'executiu), totalment separada de la figura del Síndic General (cap del legislatiu), que fins llavors havien sigut la mateixa.
El mateix dia també es van celebrar eleccions locals per renovar la meitat dels càrrecs dels consells comunals.

## Sistema electoral
Per primera vegada des de la Nova Reforma, al 1867, les eleccions generals se celebrarien cada 4 anys i es renovaria la totalitat del Consell General (fins al 1979 es renovava la meitat cada 2 anys).
Cada circumscripció escollia 4 consellers generals. Els límits de les circumscripcions corresponien amb les parròquies. El sufragi era universal per als nacionals andorrans amb més de 21 anys. Els partits polítics no es van legalitzar fins l'aprovació de la Constitució de 1993. La premsa classificava les agrupacions i els candidats segons la seva postura entorn a la situació prèvia a l'elecció: oficialistes o continuistes (si eren favorables al govern sortint o estaven recolzats pels comuns de respectives parròquies) o opositors.
El sistema d'elecció de consellers es feia mitjançant escrutini majoritari plurinominal a dues voltes: els electors podien votar a tants candidats com escons estiguessin en joc. Tots aquells candidats que obtinguessin més del 50% dels vots, eren escollits. Aquells que no aconseguissin, si es que encara quedaven escons per assignar, podien tornar-ho a provar en una segona volta, sense necessitar majoria absoluta.
Un cop s'havia escollit la composició del parlament andorrà, el Consell General havia de triar el cap de Govern amb majoria.

## Resultats
La participació va ser del 74,5%. Va caldre fer una segona volta a Canillo per escollir dos seients que van resultar vacants a la primera volta. Després de l'elecció, Òscar Ribas i Reig va ser escollit Cap del Govern.
| Partit                               | Primera volta | Primera volta | Primera volta | Segona volta | Segona volta | Segona volta | Escons totals |
| Partit                               | Vots          | %             | Escons        | Vots         | %            | Escons       | Escons totals |
| ------------------------------------ | ------------- | ------------- | ------------- | ------------ | ------------ | ------------ | ------------- |
| Independents                         | 2.178         | 100           | 26            |              | 100          | 2            | 28            |
| Vots en blanc/nuls                   | 541           | –             | –             |              | –            | –            | –             |
| Total                                | 2.719         | 100           | 26            |              | 100          | 2            | 28            |
| Font: Nohlen & Stöver, La Vanguardia |               |               |               |              |              |              |               |

| Electors            | Electors | Votants | Vots a candidats | Blancs | Nuls | Participació |
| ------------------- | -------- | ------- | ---------------- | ------ | ---- | ------------ |
| Canillo             | 287      | 226     | 213              | 4      | 9    | 78,7%        |
| Encamp              | 411      | 366     | 360              | 4      | 2    | 89,1%        |
| Ordino              | 212      | 186     | 183              | 1      | 2    | 87,7%        |
| La Massana          | 343      | 286     | 281              | 3      | 2    | 83,4%        |
| Andorra la Vella    | 1.070    | 730     | 514              | 189    | 27   | 68,2%        |
| Sant Julià de Lòria | 512      | 338     | 242              | 87     | 9    | 66,0%        |
| Escaldes-Engordany  | 813      | 587     | 385              | 186    | 16   | 72,2%        |
| Total               | 3.648    | 2.719   | 2.178            | 474    | 67   | 74,5%        |
| Font: La Vanguardia |          |         |                  |        |      |              |